# كشمش ثلجي
الكِشْمِش الثَّلْجِيّ نوع نباتي يتبع جنس الكشمش والفصيلة الكشمشية، اسمه العلمي Ribes niveum.